# Maurice Wilkins
Maurice Hugh Frederick Wilkins OBE (ur. 15 grudnia 1916 w Pongaroa, zm. 5 października 2004 w Londynie) – brytyjski biochemik pochodzenia nowozelandzkiego, laureat Nagrody Nobla w dziedzinie medycyny.

## Życiorys
Ukończył St John’s College na Uniwersytecie Cambridge . Od 1955 roku kierował badaniami biofizycznymi w King’s College w Londynie. W okresie II wojny światowej brał udział w pracach nad budową bomby atomowej (Manhattan Project) na Uniwersytecie Kalifornijskim. W latach 1963–1970 był profesorem biologii molekularnej, a następnie w latach 1970–1981 profesorem biofizyki na tej uczelni. Był członkiem Royal Society w Londynie.
Prowadził badania rentgenograficzne nad kwasem deoksyrybonukleinowym (DNA) wraz z Rosalind Franklin. Wyniki tych badań, bez informowania Franklin, przekazał Jamesowi D. Watsonowi i Francisowi Crickowi, co przyczyniło się do odkrycia budowy cząsteczki DNA. W 1962 roku otrzymał wraz z Crickiem i Watsonem Nagrodę Nobla w dziedzinie medycyny za to odkrycie.